# Dacrydium novo-guineense
Dacrydium novo-guineense або Dacrydium novoguineense (каові) — вид хвойних рослин родини подокарпових.

## Опис
Дерево 1.5–29 м заввишки, до 50 см діаметром., з висхідними гілками і численними гілочками, які роблять щільну округлу крону. Кора луската, зовні від коричневої до чорнуватої, внутрішня червонувата. Пилкові шишки 5-8 мм в довжину і 1,5 мм в діаметрі. Насіннєві шишки ≈ 3 мм довжиною, червоні при зрілості. Насіння 5 мм завдовжки, темно-коричневе, одне в шишці.

## Поширення, екологія
Країни поширення: Індонезія (Папуа, Сулавесі); Папуа Нова Гвінея. Дуже поширений вид в Новій Гвінеї, де утворює полог, особливо у відкритому лісі, особливо на гірських хребтах. У лісах на середніх висотах (1300–2200 м) вивищується над пологом, але вище на гребенях стає невеликим деревом серед інших чагарників і деревоподібних папоротей. Часто поновлюється рясно після порушення в результаті пожежі, коли він може стати тимчасово панівним. Цей вид байдужий до типів ґрунтів і росте на глині, піску, кварциту та інших уламків гірських порід, а також на торфі.

## Використання
Деревина цього виду використовується для будівництва а кора для ізоляції стін традиційних будинків в гірській місцевості Нової Гвінеї.

## Загрози та охорона
Збільшення інтенсивності пожеж є головною загрозою для цього виду. Кілька субпопуляцій ростуть в охоронних районах, таких, як Пулау Обі на Молукських островах, але більшість з популяцій поза охоронними районами.